# Nowe Guty (gromada)
Nowe Guty – dawna gromada, czyli najmniejsza jednostka podziału terytorialnego Polskiej Rzeczypospolitej Ludowej w latach 1954–1972.
Gromady, z gromadzkimi radami narodowymi (GRN) jako organami władzy najniższego stopnia na wsi, funkcjonowały od reformy reorganizującej administrację wiejską przeprowadzonej jesienią 1954 do momentu ich zniesienia z dniem 1 stycznia 1973, tym samym wypierając organizację gminną w latach 1954–1972.
Gromadę Nowe Guty z siedzibą GRN w Nowych Gutach utworzono – jako jedną z 8759 gromad na obszarze Polski – w powiecie piskim w woj. olsztyńskim na mocy uchwały nr 24 WRN w Olsztynie z dnia 4 października 1954. W skład jednostki weszły obszary dotychczasowych gromad Grzegorze i Nowe Guty oraz miejscowość Gaudynki z dotychczasowej gromady Gaudynki ze zniesionej gminy Orzysz oraz obszar dotychczasowej gromady Kwik ze zniesionej gminy Trzonki w tymże powiecie. Dla gromady ustalono 10 członków gromadzkiej rady narodowej.
Gromadę zniesiono 1 stycznia 1958, a jej obszar włączono do gromad: Orzysz (wsie Okartowo, Grzegorze, Nowe Guty i Gaudynki) i Szczechy Wielkie (wieś i PGR Kwik oraz osadę Gajki) w tymże powiecie.